# クロロ酢酸
クロロ酢酸（クロロさくさん）は有機化合物である。水素原子が置換された数を特に強調する場合にはモノクロロ酢酸と呼ばれる。毒物及び劇物取締法で劇物に指定されている。

## 性質
酢酸に似た刺激臭を持つ潮解性の無色透明固体である。腐食性が強く、劇物に指定されている。2,4-ジクロロフェノキシ酢酸の原料として利用されている。
有機合成化学ではベンゾフランの合成に使うことができる。クロロ酢酸でサリチルアルデヒドのヒドロキシ基をアルキル化し、生成したエーテルから脱炭酸するとベンゾフランが得られる。

## 合成法
クロロ酢酸は赤リン、硫黄もしくはヨウ素といった触媒の存在下で酢酸を塩素処理することで合成される。
{\displaystyle {\ce {CH3CO2H\ + Cl2 -> ClCH2CO2H\ + HCl}}}
また、硫酸を触媒にしてトリクロロエチレンを加水分解させる方法でも合成できる。

## 利用
疣贅の加療のため外用剤として用いられることがある
。